# 한국로봇산업협회
한국로봇산업협회(韓國-協會, KOREA ASSOCIATION OF ROBOT INDUSTRY, KAR)는 1999년 6월 대한민국 로봇산업 발전과 진흥 등을 도모함을 목적으로 설립된 사단법인이다. 한국로봇산업협회는 회원사를 위해 R&D 사업, 인력양성사업, 로보월드 및 국제협력사업, 표준 및 조사통계 사업 등 다양한 사업을 수행하며 대한민국 로봇산업 발전을 위하여 최선을 다하고 있다.

## 설립
- 민법 제23조(비영리법인의 설립과 허가)
- 산업부장관 소관 비영리법인의 설립 및 감독에 관한 규칙[1]

## 연혁
- 1999.  6. 로보틱스연구조합 설립
- 1999. 11. 로보틱스연구조합 과학기술부 설립인가
- 2000.  4. 일본로봇공업회(JARA)와 MOU 체결
- 2000.  6. 21세기론티어연구개발사업 "마이크로조립 셀 개발" 수행

- 2001.  9. 2대 로보틱스 연구조합 신경철 이사장 취임(유진로봇 대표이사)
- 2001. 10. 차세대신기술개발사업 “퍼스널로봇 기반기술개발” 수행
- 2002.  6. 제1회 국제지능로봇전시회(IIREX 2002) 개최
- 2003.  8. 한국지능로봇산업협회 설립
- 2003.  8. 초대 한국지능로봇산업협회 신경철 회장 취임
- 2004.  3. 일본로봇공업회와 MOU 체결
- 2004.  5. 한국 국제 로봇 기술전 개최(KIROTEC 2004)
- 2004.  9. URC가술협력포럼 창립총회 개최(의장 조영조 ETRI 단장)
- 2005.  9. 지능형로봇 표준포럼 창립총회 개최
- 2005. 10. 한국지능로봇산업혀회 부설 국민로봇산업단 발족
- 2005. 11. 제1회 유비쿼터스로봇(URC) 경진대회 개최
- 2005. 12. 제1회 한일서비스로봇 워크숍 개최
- 2006.  2. 제2대 한국지능로봇산업협회 윤종록 회장(KT) 취임
- 2006.  5. 특허청 지재권협력 MOU 체결
- 2006.  6. RUPI 사업 출법식 개최
- 2006. 10. 로보월드 2006 개최 제2회 한일 서비스로봇 워크숍 개최
- 2007.  2. 제3대 한국지능로봇산업협회 윤종록 회장(KT) 취임
- 2007.  4. 제1회 로봇인 등산대회 개최
- 2007. 12. 지능로봇인 송년회 및 제2회 대한민국 u-로봇 대상 시상식 개최
- 2008.  5. 통합 한국로봇산업협회 창립총회 개최
- 2008. 12. 제3회 대한민국로봇대상 시상식 및 로봇산업인의 밤 개최
- 2009.  3. 국가 통계작성기관 지정(통계청)
- 2009.  6. 창립 10주년 기념식 및 워크숍 개최
- 2009. 11. 특허청-협회 업무협정 체결
- 2010.  3. ‘10년 정기총회 개최 (2대회장 현대중공업 민계식 회장 취임식)
- 2010.  5. 대만로봇협회, 심천로봇협회와 MOU 체결
- 2010. 10. 프랑스서비스로봇협회와 MOU 체결
- 2011.  6. 싱가포르자동화협회, 베트남로봇협회와 MOU 체결
- 2011.  9. 제17회 통계의 날 기념 통계유공 기관 선정(국무총리상)
- 2012.  2. ‘12년 정기총회 개최
- 2013.  5. ISO/TC 184/SC 2 간사기관 지정
- 2013.  6. COSD(표준개발협력기관) 지정
- 2014.  1. 중국협회와 MOU체결
- 2014.  2. 고용노동부 일학습병행제 수행기관 지정
- 2014.  2. `14년 정기총회 (4대회장 삼성테크원 김철교 대표 취임식)
- 2015.  3. 로봇산업 해외진출 협력을 위한 협회-코트라-한국로봇산업진흥원 3자 MOU 체결
- 2015. 10. 제10회 로보월드 개최 및 국가표준 개발기관 선정
- 2016.  6. 국제로봇연맹(IFR) 정회원 가입
- 2016. 10. 미국로봇협회. 러시아 로봇협회와 MOU 체결
- 2016. 12. 2016 제 11회 대한민국로봇대상 및 로봇인의 밤 개최
- 2017.  2. 2017년 정기총회 개최(제6대 회장 한화테크윈 신현우 사장 취임식)
- 2017.  4. 2017년도 제10회 로봇인 등산대회 개최
- 2017. 10. 경기도경제과학진흥원과 업무협약
- 2017. 12. 제12회 대한민국 로봇대상 시상식 및 로봇인의 밤 개최
- 2017. 12. 한국-이스라엘 로봇협회 MOU 체결
- 2018.  2. 2018년도 정기총회 개최(제7대 회장 현대로템 김승탁 대표 취임식)
- 2018.  4. 2018년도 제11회 로봇인 등산대회 개최
- 2018.  5. 한국로봇산업협회-가천대길병원 MOU 체결
- 2018.  6. 중국광동성로봇협회와 MOU 체결
- 2018. 12. 제13회 대한민국 로봇대상 시상식 및 로봇인의 밤 개최
- 2019.  4. 로봇 기술마켓 운영
- 2019. 12. 창립 20주년 기념식 및 기념 패널토론회 개최
- 2020.  5. 제9대 강귀덕 회장 취임

- 2020.  9. 의료로봇산업협의회 발족식 개최
- 2020. 10. 2020 로보월드 개최 및 로봇산업 발전유공 정부포상식 개최
- 2020. 12. 협동로봇기업 협의회 발족식 개최
- 2021.  1. 로봇용 핵심부품실증사업 참여기업 간담회 개최

## 조직

### 총회

#### 회장
- 이사회
- 감사
- 위원회
  - 로보월드조직위원회
  - 수출마케팅위원회
  - 국제협력위원회
  - 지능형로봇표준포럼
  - 임금조정위원회
- 협의회
  - 로봇 SI기업 협의회
  - 의료로봇산업협의회
  - 대전로봇기업협의회
  - 협동로봇 기업협의회
  - 드론로봇분야 민군협력협의회

##### 상근부회장
상임이사
- 기획사업본부
  - 정책기획팀
    - 정책 발굴 및 개선 지원
    - 국내외 조사‧통계 업무
    - 해외유관기관 업무협력 및 협력네트워크 구축

  - 인재개발팀
    - 로봇 경진대획 기획 및 개최
    - 인적자원협의체 운영 및 인력정책지원
    - 수요맞춤형 고급인력양성사업
    - 글로벌 인재 성장지원사업

  - MICE사업팀
    - 로보월드 기획 및 운영
    - 로봇 Start-up 지원 사업
    - 로봇기업 판로개척 지원
- 기반혁신본부
  - 기술표준팀
    - 표준개발협력기관 운영 등 표준화 연구활동
    - 산업계 R&D 사업기획 및 수행

  - 인력기반팀
    - 로봇산업 청년인재 양성사업
    - 지능형로봇표준포럼 등 부대사업

  - 안전혁신팀
    - 로봇 안전 및 안전기반조성 등 컨설팅 사업 운영
- 운영지원실
  - 운영지원팀
    - 회원사 기반 對기업 지원 및 관리업무
    - 총회, 이사회 및 협의체 운영
    - 회계, 인사, 구매, 자산관리 등 총무업무

## 같이 보기
- 로봇산업진흥원
- 로봇신문
- 지능형로봇
- 로봇공학자